# 3–6 Guilford Place

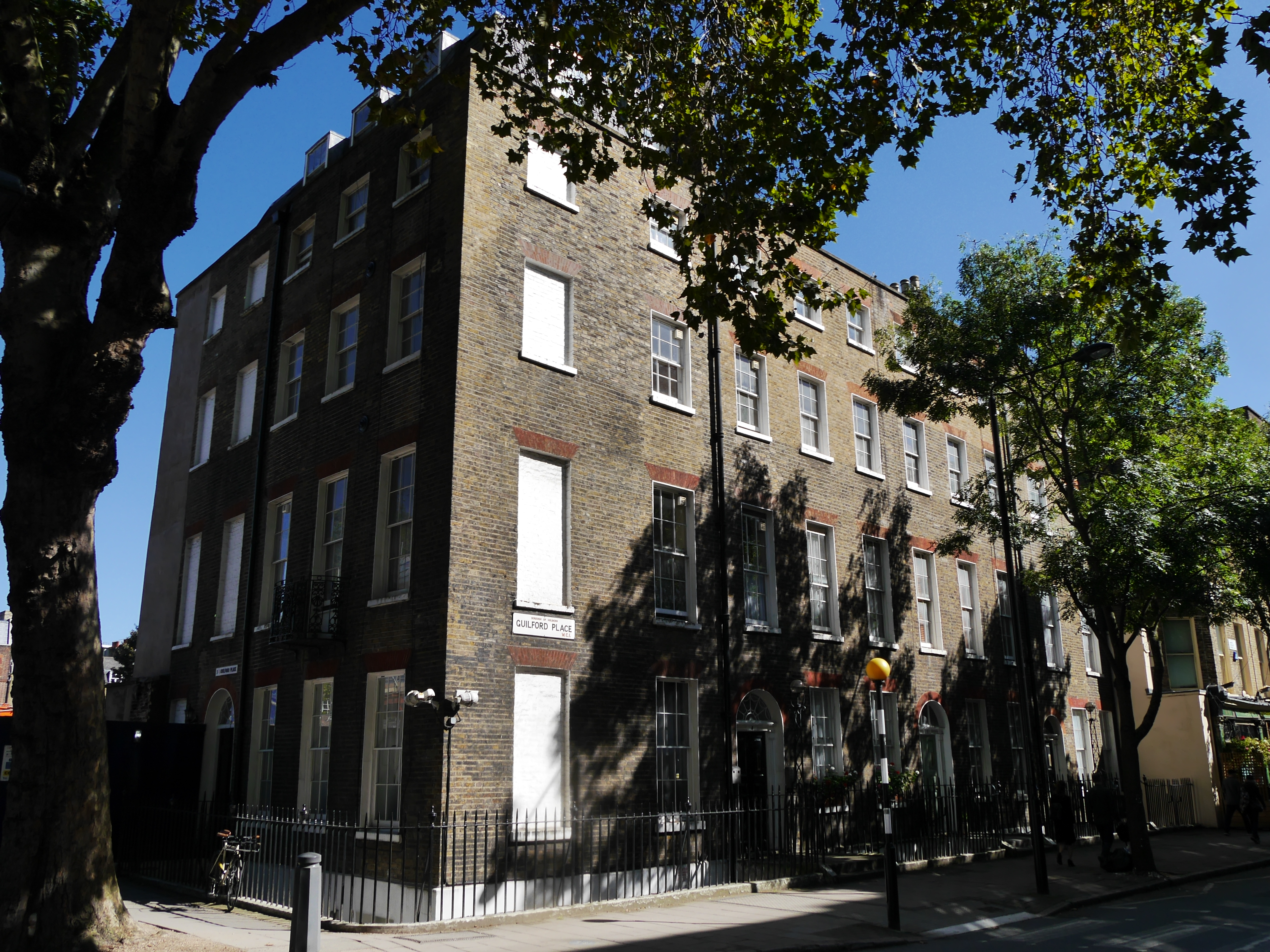
3-6 Guilford Place, Londres

Guilford Place é um terraço georgiano listado como Grau II de quatro casas em Guilford Place, Londres, construído por volta de 1791 a 1793 por J. Tomes e W. Harrison.